# Kamoi (cràter)
Kamoi és un cràter de l'asteroide del tipus Apol·lo, Itokawa, situat amb el sistema de coordenades planetocèntriques a 6 ° de latitud nord i 244 ° de longitud est. Fa un diàmetre de 0.01 km. El nom va ser fet oficial per la UAI el 18 de febrer de 2009 i fa referència a Kamoi, lloc a la ciutat de Yokohama (Japó) on s'hi troba la seu de NEC TOSHIBA Space Systems.